# Orguljski festival Anabasis
Orguljski festival Anabasis je studentski orguljski festival na kojem studenti jednom mjesečno predstave repertoar određenog autora. Održava se u nizu koncerata. Organizira ga Muzička akademija Sveučilišta u Zagrebu u suradnji s Institutom za crkvenu glazbu „Albe Vidaković“ Katoličkoga bogoslovnog fakulteta Sveučilišta u Zagrebu.
Pokrenula ga je red. prof. art. Ljerka Očić sa svojim kolegama nastavnicima i studentima orgulja nakon kolaudacije u novoj zgradi Muzičke akademije Sveučilišta u Zagrebu 14. listopada 2016. godine. Svečano predstavljene orgulje su u dvorani Huml. Izgradila ih je tvrtka Eisenbarth iz Passaua.